# A&Gリクエストアワー 阿澄佳奈のキミまち!
『A&Gリクエストアワー 阿澄佳奈のキミまち!』（エーアンドジーリクエストアワー あすみかなのキミまち!）は、2017年4月9日から2022年3月26日まで放送された文化放送制作のラジオ番組である。

## 概要
『高田純次 日曜テキトォールノ』の後を受けて新たに開始する日曜昼の生ワイド番組で、文化放送のアニラジ番組枠「文化放送A&Gゾーン」に属する地上波生ワイド番組としては、火 - 金曜未明（月 - 木曜深夜）の『ユニゾン!』、土曜夜の『A&G TRIBAL RADIO エジソン』『A&Gメディアステーション こむちゃっとカウントダウン』に続いて4番組目、日曜昼としては初の番組となる。
文化放送はこれまでも日曜昼枠で『決定!全日本歌謡選抜』『TOYOTA SUPER COUNTDOWN 50』といったリクエスト番組を放送してきており、この番組もその路線を踏襲しながら、アニメソングやゲームソング、声優アーティストによる楽曲をテーマとしたリクエスト番組となる。
また、こうした音楽リクエストを中心にしつつ、日曜日に多く開催される新作ゲームやアニメのイベント会場などにリポーターを派遣し、現地の雰囲気や楽屋の様子などアニメやゲーム業界の「今」を生中継する。
メインパーソナリティには声優の阿澄佳奈を起用。番組コンセプトとして「日曜お昼にぬくもりを感じる楽しい時間」を目指しており、プロデューサーの高橋和也は「阿澄さんは言葉やたたずまいが人を温かい気持ちにさせるパーソナリティをお持ちでかつ実力もあるので、多くのリスナーに愛されると思い出演をお願いした」と起用理由について語っている。これが初めての地上波でのレギュラー生放送番組となる阿澄も「アニラジ枠で、日曜お昼地上波は新しい試みと聞いています。新しいことが、たくさん出てくる番組になりそうで、ワクワクしています。ゼロから育てていくという感じで頑張っていけたら」と抱負を語っている。
この番組のタイトルは阿澄が考えたもので、その由来は「君からのリクエストを待っています」と「君のいる街で待っていて」、あるいは「"キミ"のリクエストを"まち"こがれております」を掛け合わせたものである。
リクエストは毎週テーマを決めて募集し、はがきやメール、ファックスだけでなく、TwitterやLINEでも受け付ける。放送中はTwitter（ハッシュタグ：#kimimachi）やLINEのON-AIR機能によるリスナーからのリアルタイムの反応も受け付ける。放送された楽曲は放送中にTwitter公式アカウントが楽曲情報をツイートすると共に、番組終了後に楽曲リストをLINE公式アカウントのタイムラインやTwitterのモーメントに掲載、Spotifyにもプレイリストとして公開している。
番組終了後（日曜13時 - 13時30分）にはニコニコチャンネルに開設されている番組公式チャンネルにおいて、阿澄とその週のアシスタントおよびリポーター（放送回によってはゲストも）によるアフタートーク番組『キミまち!町内会』がニコニコ生放送で生動画配信されていた（非会員は冒頭の数分のみ、有料会員は全編視聴可）ほか、有料会員向けにその週のリポーターが中継内容を振り返ったり自身に関するトークを行う『キミまち!キャラバン通信』が動画配信されていた。
2018年3月8日に発表された第4回アニラジアワードにおいて、BEST CREATIVE RADIO 企画ラジオ賞新人部門を受賞。
2019年の4月第1週からは、放送枠を毎週土曜日の19時 - 21時に移動した。これは、移動前の放送枠に『楽器楽園〜ガキパラ〜 for all music-lovers』を収録番組として編成することや、2018年度まで日本プロ野球シーズン中の土曜日に編成されてきた『文化放送ホームランナイター』のレギュラー放送を終了することに伴う措置で、土曜の19時から翌0時まで「文化放送A&Gゾーン」と位置づける生ワイド番組が3番組5時間、さらに移動当初は土曜18時から翌3時30分（土曜夕方から日曜早朝）までA&Gゾーンの番組が続くことになった。この時間帯移動に合わせる形で出演者の交代やコーナーのリニューアルも行われ、『キミまち町内会』も放送後に収録した物を翌日0時（放送当日深夜）に配信する形式に変更された。
ただし、レギュラー放送としての土曜ナイター中継は終了したものの、日本シリーズ中継などを特別番組として編成する週は、雨傘番組を兼ねる形で超A&G+向けの特別版が配信される。
2022年3月26日を持って番組は終了し、5年間の番組の歴史に終止符が打たれた。19時台の後番組は『カラフルブーケ』（19時 - 19時55分）、『Beautiful Melodies』（19時55分 - 20時）と、いずれも文化放送の新プロジェクトにかかわる番組が開始し、A&Gゾーンからは外れることとなる一方、20時台はA&Gゾーンのまま継続、『Snow Man 佐久間大介の待って、無理、しんどい、、』を開始する。
一方の超!A&G+では、当番組の終了に伴い文化放送の地上波とは異なる編成方針に変更すると発表されたため、2017年4月の番組スタート以来行ってきた同時配信も解消される。

## 出演者

### パーソナリティ
- 阿澄佳奈

#### 代理パーソナリティ
阿澄のイベントや舞台等出演に伴う代理。
- 加藤英美里（2017年4月16日、舞台出演に伴う代理。阿澄は中継先から出演）
- 豊崎愛生（2017年4月23日、舞台出演に伴う代理）
- 内田真礼（2018年1月21日、イベント出演に伴う代理）
- 早見沙織（2018年2月4日、舞台出演に伴う代理）
- 寿美菜子（2019年3月3日、朗読イベント出演に伴う代理）
- 神尾晋一郎（2019年5月11日、イベント出演に伴う代理）
- 上坂すみれ（2019年12月14日、舞台出演に伴う代理）
- 中村繪里子（2020年1月18日、イベント出演に伴う代理）
- angela（2021年5月22日、イベント出演に伴う代理）
- 戸松遥（2022年1月29日、新型コロナウイルス感染者の濃厚接触者判定を受け休演することに伴う代理[注 6]）
- 宮島咲良（2022年2月5日、同上）

### アシスタント
基本的に青木と中倉（2019年3月まで）・浅川（2019年4月 - 2021年9月、2019年4月のみ変則的なパターンで出演）・小日向（2021年10月以降）が原則隔週交代で出演するが、まれに2人が揃って共演することがある。
- 青木佑磨（ライター・ミュージシャン、2017年4月9日 - ）
- 中倉隆道（フリーアナウンサー、2017年4月16日 - 2019年3月31日）
- 浅川梨奈（女優・元SUPER☆GiRLS、2019年4月27日[14] - 2021年9月25日）
- 小日向ゆか（モデル・タレント、2021年10月2日[15] - ）

#### 代理アシスタント
本来出演するアシスタントが出演できない際の代理アシスタント。
- 長谷川のび太（文化放送アナウンサー、2017年7月16日、青木が諸事情で出演できないことに伴う代理）[注 8]
- 井口裕香（2017年10月22日、青木のイベント出演に伴う代理。青木は中継先から出演）
- 黒崎真音（2018年2月11日、青木のイベント出演に伴う代理。青木は中継先から出演）
- 大久保瑠美（2019年6月1日、浅川の映画舞台挨拶出演に伴う代理）
- 茅原実里（2019年6月15日、浅川が舞台稽古で出演できないことに伴う代理）
- 宮島咲良（2019年7月13日・2021年2月6日・2021年8月7日・2021年8月21日、浅川の代理）
- 平嶋夏海（2021年8月14日、青木が新型コロナウイルス感染で休演することに伴う代理）

### リポーター

#### キミまち!なびレンジャー
2019年4月からのリポーター。以下のうち1人が出演する。
- 宮島咲良（なびレンジャー隊長（レッド）、フリーアナウンサー、2019年5月25日 - 2022年3月26日）
- 忍野さら（なびレンジャーピンク、グラビアアイドル、2019年4月6日 - 2020年3月28日、キャラバン隊から継続）
- YURiKA（なびレンジャーイエロー、アニメソング歌手、2019年4月13日 - 2020年3月7日）
- 佐々木舞香（なびレンジャーホワイト、=LOVEメンバー、2019年5月11日 - 2022年2月5日、キャラバン隊から継続）
- 寺坂尚呂己（なびレンジャーグリーン、俳優、2019年4月20日 - 2022年3月19日）
- 平嶋夏海（なびレンジャーパープル、タレント・女優・グラビアアイドル・元AKB48、2020年5月23日 - 2022年3月5日）
- 原田ちあき（なびレンジャーブルー、イラストレーター、2020年5月30日 - 2022年2月26日）
- 和泉芳怜（なびレンジャーゴールド、PiXMiXメンバー、2021年10月23日[15] - 2022年3月12日）
- 菅波美玲（なびレンジャーシルバー、≠MEメンバー、2021年8月21日、佐々木舞香の代理として出演）

#### キミまちキャラバン隊
2019年3月末までのリポーター。以下のうち2〜3人が出演、2〜3ヶ所より中継する。大規模イベント（ニコニコ超会議、コミックマーケット、ワンダーフェスティバル、Animelo Summer Live、AnimeJapan等）からのレポート、またはフロート番組の編成状況によっては、イベント1ヶ所から2人以上のリポーターが中継を担当することがある。
- 忍野さら（グラビアアイドル、2017年4月9日 - 2019年3月24日、なびレンジャーに移行）
- 伊達忠智（声優、2017年4月9日 - 2018年4月1日）
- 岡田彩花（タレント、2017年4月16日 - 2019年3月31日）
- 白石晴香（声優、2017年4月16日 - 2019年3月31日）
- 野上翔（声優、2017年4月23日 - 2019年3月24日）
- 高橋花林（声優、2017年4月23日 - 2019年3月31日）
- 宮本悠丞（声優、2017年4月30日 - 2018年4月1日）
- 堀之内仁（声優、2017年4月30日 - 2019年3月31日）
- 佐々木舞香（=LOVEメンバー、2018年4月8日 - 2019年2月10日、なびレンジャーに移行）[17]
- 花倉洸幸（声優、2018年4月22日 - 2019年3月31日）[17]
- 奥山敬人（声優、2018年4月29日 - 2019年3月31日）[17]
- 根本凪（でんぱ組.inc・虹のコンキスタドールメンバー、2018年5月13日 - 2019年3月31日）[17]

### 文化放送ニュース
日曜時代に設定されていた。土曜移動後は2019年度上半期終了時点で設定なし。
- 竹内靖夫（当時文化放送アナウンサー）
  - 他のアナウンサー（砂山圭大郎、長谷川太、西川文野、長麻未、土井悠平等）による代演もあり。

## タイムテーブル

### 2019年4月以降
2022年3月終了時点。内包フロート番組が出演者・編成上の都合など何らかの事情で休止の場合はアニソンリクエストの放送枠を拡大する。
- 19:00 オープニング
  - 2019年4月・5月はリクエスト1曲目、オープニングトーク、本日のメニュー紹介、リクエスト2曲目の順に進行。
  - 2019年6月より、オープニングテーマとして田中公平が本番組のために書き下ろしたオリジナル曲を使用し[18]、オープニングトーク、本日のテーマ、本日のなびレンジャーの紹介、リクエスト1曲目の順に進行。
- 19:08頃 アニソンリクエスト その1
  - ゲストは基本的にこの枠から出演（20時前など他の枠からの場合もある）。
- 19:40頃 木野日菜 まるまるの木
- 19:50頃 フルじゃなきゃ…イヤッ♡
- 19:55 交通情報（JARTIC）
  - 超!A&G+でもフィラー等に差し替えずにそのままサイマル配信。文化放送が特番編成で休止・超!A&G+での配信のみの場合はコーナー休止。
- 20:00 ゲストトークまたはアニソンリクエスト その2
  - ゲストによる作品紹介は基本的にここで行われる。
- 20:15頃 パーパー あいなぷぅのたたかわないヒロインが好き
- 20:30頃 キミまち!イベントなび
- 20:40頃 アニソンリクエスト その3、今週のラストナンバー
- 20:57頃 エンディング
  - エンディングBGMは渡部チェルが本番組のために書き下ろしたオリジナル曲を使用[19]。
  - 次週のテーマ発表の後、後続番組『A&G TRIBAL RADIO エジソン』のパーソナリティとのクロストークを行なう（クロストークがない週もあり）。
ステーションブレイク・時報CMを挟み、『エジソン』に接続

### 2019年3月まで
- 11:00 オープニング（リクエスト1曲目、オープニングトーク）
- 11:10頃 キミまちキャラバン 今日はどこ佳奈? その1
- 11:20頃 アニソンリクエスト その1
  - ゲストによっては、この枠から出演する場合もある。
- 11:35頃 フロート枠I
  - 番組がない場合は、引き続きアニソンのリクエストに応える。
- 11:45頃 フルじゃなきゃ…イヤッ♡
- 11:50頃 文化放送ニュース、天気予報、交通情報（JARTIC神奈川センター[要出典]）
  - 超!A&G+でもフィラー等に差し替えずにそのままサイマル配信。天気予報は基本的にその週のアシスタントが読み上げるが、公式Twitterアカウントのフォロワーが5000人単位に達したとき[注 9]、またはスペシャルウィークでの放送は阿澄が読み上げていた。
- 12:00 アニソンリクエスト その2
  - 時報前をフリートークで繋ぎ、時報直後にリクエストに応える形となる。
- 12:05頃 キミまちキャラバン 今日はどこ佳奈? その2
- 12:15頃 フロート枠II
- 12:30頃 キミまちゲストルーム
- 12:42頃 アニソンリクエスト 今週のラストナンバーまたはフロート枠III
- 12:52頃 文化放送ニュース、天気予報、交通情報（JARTIC首都高センター[要出典]）
  - 12時台後半のフロート番組がある場合はニュースと天気予報は省略されていた。
- 12:57頃 エンディング
  - 2018年3月4日からスペシャルウィークでの放送回では、番組最後で後続番組『ミスDJリクエストパレード〜8116サンデーアップ!』パーソナリティの千倉真理とのクロストークを行い、『ミスDJ』のその回のリクエストテーマに沿った曲を阿澄がリクエストする形となっていた[20]。

### コーナー
基本的に以下のコーナーが入るが、当日の中継やゲストの状況、フロート番組の編成等に合わせてコーナーを変更または休止する場合がある。
アニソンリクエスト
テーマに基づいて募集しているリクエスト曲を1コーラスずつ矢継ぎ早にかけていく。
フルじゃなきゃ…イヤッ♡
通常のリクエストではフルコーラスではかからないが、このコーナーに限りテーマに関係なくフルコーラスで聞いて欲しい曲のリクエストに答える。
曲自体が長い場合はコーナー開始を前倒しすることがある。
キミまち！イベントなび
2019年度からの中継コーナー。リポーターが開催中またはこれから開催されるイベントの情報を紹介するほか、イベントが開催されている会場からその様子を伝える。
2020年4月からは新型コロナウイルスの感染拡大防止に伴いイベント開催自粛および中継も取り止める代わりとして、リポーターがそれぞれ「自分にとっての大イベント」と考える各種コンテンツのお薦めポイントをプレゼンテーションする「キミまち!イベントなびZ」として放送。7月11日より中継を再開し、以降中継時は「イベントなび」、中継できないときは「イベントなびZ」とタイトルを変えながら放送している。

#### 過去のコーナー
キミまちBAR
2017年度に放送。リスナーのしょっぱい思い出や失敗談などの「しょっぱい談」を元に、アニソンソムリエである青木（ジェントル佑磨）または中倉（ダンディ隆道）がそれにあった曲を選ぶ。
キミまちキャラバン 今日はどこ佳奈?
2017〜2018年度の中継コーナー。リポーターが2〜3ヶ所から中継を入れる。
12時台は中継先からのゲストが出演することがある。
キミまちゲストルーム
2017〜2018年度のゲストコーナー。ゲストとともに数曲リクエスト曲を聞き、その後ゲストの作品紹介を交えたトークに入る。ゲスト不在時はリクエストゾーンや企画コーナーになる。
2019年度からは開始後すぐにゲストが登場しほぼ全編出演するため、実質的に全編にわたりゲストルームを内包した形になる。

### フロート番組

#### 2019年4月以降のフロート番組
- Hi!SuperbのHi!Cheese!（パーソナリティ：Hi!Superb、2019年4月6日 - 2021年9月25日、19時40分 - 19時50分）[21]
  - Hi!SuperbのリーダーのLEOと他のメンバーから1人（基本的に2週単位）が出演し、様々なトークを繰り広げる。
- 佐々木琴子のトップギア（パーソナリティ：佐々木琴子[注 10]）、2019年4月6日 - 2020年9月26日、20時15分 - 20時30分）[14]
  - 乃木坂46きってのアニメ好きな佐々木が新旧問わずアニメについて語る。開始時は「乃木坂46佐々木琴子のトップギア」だったが、2020年3月31日の乃木坂46卒業に伴い、同年4月4日放送分よりタイトルを変更。
- 忍野さらの忍えて☆ダービー2019（パーソナリティ：忍野さら・高橋将市（文化放送アナウンサー）、2019年5月18日・25日、20時45分 - 20時55分）
  - 第86回日本ダービーを控え、競馬初心者の忍野と今回ダービー中継の実況を担当する高橋が前回のダービーを振り返りつつ、今回の有力馬や予想を挙げる。
- 明治きのこの山 presents 上坂すみれの新きのこ党宣言!（パーソナリティ：上坂すみれ、2019年6月1日 - 8月24日 全4回、20時45分 - 20時55分）
  - 声優界きっての「きのこの山」派である上坂が、2018年に行われた「きのこの山・たけのこの里 国民総選挙2018」できのこの山がたけのこの里に僅差で破れたのを受けて、2019年の総選挙で起死回生を図るべく「きのこの山」愛を語る[22]。
- モスも、りきゃことジャあ〜んボメンチしたら（パーソナリティ：逢田梨香子、2019年10月5日 - 11月9日、20時45分 - 20時55分）
  - モスバーガーとタイアップし、逢田から「モス期間限定バーガージャンボメンチ」を食べさせてもらえるシチュエーションや台詞をTwitterで募集、それを逢田によるミニラジオドラマとして放送する。
- あのね、うみね、おはなしするね。→あのね、うみね、ましろもね。（パーソナリティ：豊田萌絵・小山百代、2019年12月7日 - 2021年10月30日[注 11]、20時45分 - 20時55分）
  - あわしまマリンパークのPRキャラクター・淡島うみね（CV：豊田）とTwitter上でリスナーとコミュニケーションをとる番組。事前に収録日を告知し、専用アカウント・ハッシュタグを用いてやりとりを行う。
  - 2020年10月3日よりリニューアルし番組タイトルを変更。出演者に内浦ましろ（CV：小山）が加わった。

以下は『キミまち!』内で放送された、フロート番組復活企画。
- 忍野さらの忍えて☆有馬記念2019（パーソナリティ：忍野さら・長谷川太（文化放送アナウンサー）、2019年12月21日、19時45分 - 19時55分[注 12]）
  - 第64回有馬記念を控え、競馬初心者の忍野と今回有馬記念の中継の実況を担当する長谷川が今回の有力馬や予想を挙げる。
- 嘘とカメレオン 渡辺壮亮の琴線イッパツ!!（パーソナリティ：渡辺壮亮（嘘とカメレオン）、2020年10月3日 - 12月26日、20時15分 - 20時30分）
  - アニメ・特撮・ゲームをこよなく愛する渡辺が、自身の琴線に触れた作品やアニメソングを語る。
- ミヤジマンのスーパーGIタイム（パーソナリティ：宮島咲良、2020年10月17日 - 10月31日・12月26日、19時45分 - 19時55分[注 12]）
  - 競馬中継番組にも出演している宮島が、中央競馬秋のGIシーズンを迎えたのを機に、翌日開催のGIレースの見所を紹介する。
- わーすた 三品瑠香の推しがいればそれでいい。（パーソナリティ：三品瑠香（わーすた）、2021年1月2日 - 3月27日、20時15分 - 20時30分）
  - 普段からアニメを見るのが好きな三品が、自分の「推し」である作品やキャラクター、アニメソングなどについて語る。
- 柏原竜二の文化放送サブカル会（パーソナリティ：柏原竜二、2021年4月3日 - 6月26日、20時15分 - 20時30分）
  - アニメ好きで知られる柏原がメディアでは初めてアニメ愛を語る。
  - 放送終了後の2021年7月より、これまでの放送回をポッドキャストで順次配信している[23]。
- 草野華余子の転生してもオタクでいたい（パーソナリティ：草野華余子、2021年7月3日 - 2021年9月25日、20時15分 - 20時30分）
  - アニメやライトノベルが好きな草野が自身が好きなアニメなどを語る。
- 木野日菜 まるまるの木（パーソナリティ：木野日菜、2021年10月2日 -  2022年3月26日、19時40分 - 19時50分）[15]
  - 木野のほのぼのとしたトークと共に、彼女が木のように成長していく過程を送る。
- BURNOUT SYNDROMES 熊谷和海 俺の妄想を越えてゆけ！（パーソナリティ：熊谷和海（BURNOUT SYNDROMES）、2021年10月2日 - 12月25日、20時15分 - 20時30分）[15]
  - サブカルチャーに造詣のある熊谷が自身の好きなアニメや漫画、アニメソングについて語る。
- パーパー あいなぷぅのたたかわないヒロインが好き（パーソナリティ：あいなぷぅ（パーパー）、2021年1月1日 - 3月26日、20時15分 - 20時30分）[24]
  - アニメファンで声優志望だったというあいなぷぅが、好きなアニメやアニメソングなどを語る。

#### 2019年3月までのフロート番組
- 山本彩乃のラジオシュタインズ・ゲート（パーソナリティ：山本彩乃、2017年7月9日 - 30日 全4回、11時台後半：I）
- 鈴木このみのお昼どうする〜?（パーソナリティ：鈴木このみ、2017年7月9日 - 2019年3月31日、12時台前半：II）
  - その日のお昼ご飯を含めた自身に関するトークを送る。
- サイボーグ009VSデビルマンVSラジオ（パーソナリティ：M・A・O・浅沼晋太郎、2017年8月6日 - 27日 全4回、11時台後半：I）[25]。
- 田中あいみ・芹澤優のディアホラジオ（パーソナリティ：田中あいみ・芹澤優、2017年8月6日 - 10月1日 全9回、8月期は12時台後半：III、9月期は11時台後半：Iに放送）[26]。
- ロードモバイルpresents古川登志夫・桟夏音のアニラジドリーム（パーソナリティ：古川登志夫・桟夏音、2018年3月4日 - 4月1日 全5回、11時台後半：I）[27][28]
- 忍野さらの忍えて☆ダービー（パーソナリティ：忍野さら・高橋将市（文化放送アナウンサー）、2018年5月13日・20日 全2回、11時台後半：I[注 12]）
  - 第85回日本ダービーを控え、競馬初心者の忍野が今回ダービー中継の実況を担当する高橋からダービーの基礎や有力馬について教わる。
- 花鈴のマウンドpresents 下地紫野の女子野球応援団!（パーソナリティ：下地紫野、2018年6月3日 - 8月26日 全13回、11時台後半：I）[29]
- 忍野さらの忍えて☆有馬記念（パーソナリティ：忍野さら・長谷川太（文化放送アナウンサー）、2018年12月16日・23日 全2回、11時台後半：I[注 12]）
  - 第63回有馬記念を控え、競馬初心者の忍野が、今回、有馬記念の中継の実況を担当する長谷川から有馬記念の基礎や有力馬について教わる。

## ゲスト・中継先 リスト

### 2022年
（#241 - #253）
| 回  | 放送日  | リクエストテーマ                                 | ゲスト                                | 「キミまち!イベントなび」中継先/「イベントなびZ」紹介作品                                                     | 「キミまち!イベントなび」中継先/「イベントなびZ」紹介作品                                                     | 「キミまち!イベントなび」中継先/「イベントなびZ」紹介作品                                                     | 「キミまち!イベントなび」中継先/「イベントなびZ」紹介作品                                                     | 「キミまち!イベントなび」中継先/「イベントなびZ」紹介作品                                                     | その他の出演 | 備考 |
| 回  | 放送日  | リクエストテーマ                                 | ゲスト                                | イベント/作品名                                                                                               | 会場 | リポーター | 中継ゲスト | 中継備考 | その他の出演 | 備考 |
| --- | ------- | ------------------------------------------------ | ------------------------------------- | --- | --- | --- | --- | --- | --- | --- |
| 241 | 1月1日  | 2021年キミまち登場数ランキング                   | あいなぷぅ （パーパー）               | 収録放送、リクエスト受付は休止。アシスタントは小日向のみ。 「イベントなび」「フルじゃなきゃ…イヤッ♡」は休止。 | 収録放送、リクエスト受付は休止。アシスタントは小日向のみ。 「イベントなび」「フルじゃなきゃ…イヤッ♡」は休止。 | 収録放送、リクエスト受付は休止。アシスタントは小日向のみ。 「イベントなび」「フルじゃなきゃ…イヤッ♡」は休止。 | 収録放送、リクエスト受付は休止。アシスタントは小日向のみ。 「イベントなび」「フルじゃなきゃ…イヤッ♡」は休止。 | 収録放送、リクエスト受付は休止。アシスタントは小日向のみ。 「イベントなび」「フルじゃなきゃ…イヤッ♡」は休止。 | 収録放送、リクエスト受付は休止。アシスタントは小日向のみ。 「イベントなび」「フルじゃなきゃ…イヤッ♡」は休止。                                                     | 収録放送、リクエスト受付は休止。アシスタントは小日向のみ。 「イベントなび」「フルじゃなきゃ…イヤッ♡」は休止。                                          |
| 242 | 1月8日  | 虎・タイガーアニソン                             | 田所あずさ                            | 原宿・ハイキュー!!ストア                                                                                      | 原宿・ハイキュー!!ストア                                                                                      | 宮島咲良 | - | | | |
| 243 | 1月15日 | 理数系アニソン                                   | Girls² （鶴屋美咲、増田來亜）         | 『泣きたい私は猫をかぶる』                                                                                    | 和泉芳怜 | - | - | 「キミまち!イベントなびZ」として放送                                                                          | | |
| 244 | 1月22日 | 野菜アニソン                                     | YURiKA                                | 『仏ゾーン』                                                                                                  | 原田ちあき | - | - | 「キミまち!イベントなびZ」として放送                                                                          | | |
| 245 | 1月29日 | 4人組アニソン                                    | 寿美菜子、高垣彩陽、 戸松遥、豊崎愛生 | 「イベントなび」はコーナー休止                                                                                | 「イベントなび」はコーナー休止                                                                                | 「イベントなび」はコーナー休止                                                                                | 「イベントなび」はコーナー休止                                                                                | 「イベントなび」はコーナー休止                                                                                | | |
| 246 | 2月5日  | 愛にまつわるアニメソング                         | 南條愛乃                              | - | 総合エアガンショップ モケイパドック                                                                           | 佐々木舞香 | - | | 宮島咲良 | 文化放送では2022年北京オリンピック速報番組『文化放送 北京インフォメーション』を挿入。 当該時間は超!A&G+ではフィラーに差し替え。                        |
| 247 | 2月12日 | 埼玉・和歌山アニソン                             | 中島由貴                              | ワールドトリガー 界境防衛機関ボーダーミュージアム                                                             | 東京タワーフットタウン                                                                                        | 寺坂尚呂己 | - | | | 文化放送では2022年北京オリンピック速報番組『文化放送 北京インフォメーション』を挿入。 当該時間は超!A&G+ではフィラーに差し替え。                        |
| 248 | 2月19日 | 鈴木アニソン                                     | ≠ME （尾木波菜、菅波美玲、鈴木瞳美）  | 「イベントなび」はこの日出演予定だった和泉芳怜が 新型コロナウイルス感染のため欠席・コーナー休止               | 「イベントなび」はこの日出演予定だった和泉芳怜が 新型コロナウイルス感染のため欠席・コーナー休止               | 「イベントなび」はこの日出演予定だった和泉芳怜が 新型コロナウイルス感染のため欠席・コーナー休止               | 「イベントなび」はこの日出演予定だった和泉芳怜が 新型コロナウイルス感染のため欠席・コーナー休止               | 「イベントなび」はこの日出演予定だった和泉芳怜が 新型コロナウイルス感染のため欠席・コーナー休止               | | 文化放送では2022年北京オリンピック速報番組『文化放送 北京インフォメーション』を挿入。 当該時間は超!A&G+ではフィラーに差し替え。                        |
| 249 | 2月26日 | ポニーテールアニソン                             | 熊谷和海 （BURNOUT SYNDROMES）        | 楳図かずお大美術展                                                                                            | 六本木ヒルズ森タワー 東京シティビュー                                                                         | 原田ちあき | - | | | |
| 250 | 3月5日  | ぴったりはまるリクエストテーマがなかったアニソン | 田中公平                              | 『白磁』 | - | 平嶋夏海 | - | 「キミまち!イベントなびZ」として放送                                                                          | 超!A&G+では『第15回声優アワード受賞者発表SP』（18:00 - 20:00）配信のため、20時から飛び乗り 小日向は体調不良のため休演、青木がアシスタント代演                     | |
| 251 | 3月12日 | ロボットアニソン （電話リクエストのみ）          | 森口博子                              | 『バクテン!!』                                                                                                | - | 和泉芳怜 | - | 「キミまち!イベントなびZ」として放送                                                                          | | |
| 252 | 3月19日 | キミまちファミリー大集合                         | ZAQ                                   | - | 文化放送サテライトプラス                                                                                      | 寺坂尚呂己 | - | | 中倉隆道、岡田彩花 白石晴香、高橋花林 堀之内仁、奥山敬人 YURiKA コメント出演：佐々木舞香 浅川梨奈、佐藤順一 畑亜貴、渡辺チェル 他、根本凪からの手紙を小日向が代読 | 文化放送メディアプラスホールから放送 当日出演者からのリクエストで構成するためリスナーからのリクエスト募集は休止 アシスタントは青木と小日向が揃って出演 |
| 253 | 3月26日 | キミまちで知ったアニメソング                     | -                                     | - | 文化放送第2スタジオサブ                                                                                       | 宮島咲良 | キミまちスタッフ一同                                                                                          | 渡辺壮亮 | アシスタントは青木と小日向が揃って出演 | |

## 放送・配信時間

### 番組本編
放送局
| 放送対象地域 | 放送局名              | 放送時間           | 放送期間                     |
| ------------ | --------------------- | ------------------ | ---------------------------- |
| 関東広域圏   | 文化放送（QR） 制作局 | 日曜 11:00 - 13:00 | 2017年4月9日 - 2019年3月31日 |
| 関東広域圏   | 文化放送（QR） 制作局 | 土曜 19:00 - 21:00 | 2019年4月6日 - 2022年3月26日 |

ネット配信
| 配信元  | 配信時間               | 配信期間                     | 備考                                       |
| ------- | ---------------------- | ---------------------------- | ------------------------------------------ |
| 超!A&G+ | 毎週日曜 11:00 - 13:00 | 2017年4月9日 - 2019年3月31日 | 文化放送（制作局）でのラジオ放送と同時配信 |
| 超!A&G+ | 毎週土曜 19:00 - 21:00 | 2019年4月6日 - 2022年3月26日 | 文化放送（制作局）でのラジオ放送と同時配信 |

### キミまち町内会
| 配信元                                 | 配信時間           | 配信期間                     | 備考                                              |
| -------------------------------------- | ------------------ | ---------------------------- | ------------------------------------------------- |
| ニコニコ生放送 「キミまち!チャンネル」 | 日曜 13:00 - 13:30 | 2017年4月9日 - 2019年3月31日 | チャンネル会員向けにおまけ配信。 冒頭のみ無料配信 |
| ニコニコ動画 「キミまち!チャンネル」   | 日曜 0:00頃        | 2019年4月7日 - 2022年3月27日 | チャンネル会員向けにおまけ録画配信。              |

### 特別編成時の対応・事例

#### 2017年・2018年度
以下の当該日は特別番組放送のため放送休止。なお、超!A&G+でのサイマル配信や放送終了後に配信されている『キミまち!町内会』も同時に休止となる（超!A&G+では別番組のリピート配信を編成して対応）。
- 毎年11月 第1日曜日（全日本大学駅伝対校選手権大会の開催に伴い） - 2017年11月5日、2018年11月4日
- 毎年12月 第2日曜日（さいたま国際マラソンの開催に伴い） - 2017年11月12日[注 55]、2018年12月9日

#### 2019年度以降
基本的には『ホームランナイター』が定時の放送を行わないため、通常時はそのまま放送・配信されるが、特別番組としてナイター中継等が放送される場合、上述の対応が取られる。
- 2019年10月12日（台風の影響）
- 2019年10月19日、2020年11月21日、2021年11月20日・27日（プロ野球日本シリーズ中継）
- 2021年8月7日（東京オリンピック野球決勝中継）

## イベント
キミまち！DJパーティー0812
2018年8月12日、新宿DreamStore
- 出演：阿澄佳奈、青木佑磨、中倉隆道、高橋花林、野上翔
- ゲスト：新谷良子、中村繪里子

阿澄佳奈のキミまち！ 放送100回記念イベント
2019年3月31日、渋谷 TOKYO CULTURE CULTURE
- 出演：阿澄佳奈、中倉隆道、青木佑磨、白石晴香、高橋花林、岡田彩花、堀之内仁、花倉洸幸、奥山敬人
- ゲスト：鈴木このみ

### 公開生放送
- 2017年6月18日、文化放送サテライトプラス
- 2017年8月13日、文化放送サテライトプラス
- 2017年11月19日、パシフィコ横浜 国立大ホールロビーステージ
- 2018年6月17日、文化放送サテライトプラス
- 2019年12月28日、文化放送サテライトプラス

### その他
- 2017年12月31日、文化放送サテライトプラス
  - サテライトプラスにリスナーを集め、中継も兼ねて青木、中倉による番組ポストカードの手渡しなどが行われた。
- AnimeJapan2018（2018年3月24日 - 3月25日、東京ビッグサイト）
  - 文化放送A&Gブースにて出演者による番組ポストカードの配布や番組Ｔシャツ購入者への手渡しが行われた。
    - 24日：伊達忠智、堀之内仁、高橋花林、岡田彩花、野上翔
    - 25日：忍野さら、宮本悠丞、中倉隆道、白石晴香
- 2018年12月30日、文化放送サテライトプラス
  - サテライトプラスにリスナーを集め、中継も兼ねて青木、中倉による番組Tシャツの販売会などが行われ、番組終了後には阿澄やゲストも合わせ集まったリスナーへ挨拶を行った。

## 関連特番
LINE LIVE×文化放送 "キミまち!"出張特番『ランティス祭り2019記者会見アフタートーク』
2018年11月26日18時より行われた、2019年6月開催の「Lantis 20th Anniversary Live ランティス祭り2019」の開催記者会見終了直後よりLINE LIVEで配信。ランティス祭り及びLINE LIVEと本番組がコラボレーションして、会見登壇者とのトークを繰り広げた。
出演：中倉隆道・青木祐磨（MC）、TRUE（アシスタントMC）
ゲスト：伊波杏樹・逢田梨香子・斉藤朱夏（Aqours）、ZAQ、森久保祥太郎・Shinnosuke（buzz★Vibes）、渕上舞、佐咲紗花、佐藤純一・kevin mitsunaga（fhána）、KISHOW・e-ZUKA（GRANRODEO）、Minami、奥井雅美・きだたにひろし（JAM Project）
超!A&G+スペシャル アニサマ2019〜STORY〜キミまち!出張版
2019年6月14日16時 - 17時に超!A&G+で配信。「Animelo Summer Live 2019 -STORY-」の開催を控え、「アニサマで披露された平成生まれのアニソン」をテーマとしてリクエストを募り、ライブ音源（一部の曲はライブ映像付き）でリクエスト曲をかける。
出演：阿澄佳奈、齋藤光二
キミまち!スペシャル 乃木坂46佐々木琴子のオーバートップギア
2019年10月19日19時 - 21時に超!A&G+で配信。上述のように文化放送でスポーツ中継放送のため、その代替措置として「乃木坂46佐々木琴子のトップギア」を2時間に拡大して送る特別版。佐々木が単独で2時間かつ生放送・配信番組を担当するのは初。
出演：佐々木琴子、ゲスト：石原夏織
明治きのこの山presents上坂すみれの新きのこ党勝利宣言!〜聖なる夜に祝勝会!生放送スペシャル〜
2019年12月24日22時 - 23時にAG-ON PremiumとPeriscopeで配信。「きのこの山・たけのこの里 国民総選挙2019」で「新きのこ党」が勝利したことを受けて放送する「上坂すみれの新きのこ党宣言!」の特別番組。
出演：上坂すみれ、ゲスト：小松未可子・逢田梨香子
キミまち!イベントなびZ 〜プレゼンバトル〜
2020年11月21日19時 - 21時に超!A&G+で配信（動画付き）。上述のように文化放送でスポーツ中継放送のため、その代替措置として配信する「キミまち!イベントなびZ」を中心に据えたスピンオフ特番。なびレンジャーとアシスタントの浅川がプレゼン対決でトーナメント戦を行う。「キミまち町内会」も配信。
出演：宮島咲良・佐々木舞香・平嶋夏海・原田ちあき・寺坂尚呂己（事前収録）・浅川梨奈
キミまちスピンオフスペシャル 珍獣大戦争!
2021年11月20日19時 - 21時に超!A&G+で配信（動画付き）。上述のように文化放送でスポーツ中継放送のため、その代替措置として配信するスピンオフ番組で、これまで20時15分枠のフロート番組を担当した3人のミュージシャンが出演しトークバトルを繰り広げる。
2021年12月13日21時より、文化放送A&G公式YouTubeチャンネルにて、オンエア楽曲をカットした編集版がアーカイブ配信されている。
MC：宮島咲良、出演：熊谷和海（BURNOUT SYNDROMES）・渡辺壮亮（嘘とカメレオン）・草野華余子
あわしまマリンパークpresents 豊田萌絵&小山百代のあのね、うみね、また会えたね。
2024年12月20日19時 - 20時に「文化放送フライデープレミアム」枠で放送。同月15日に淡島ホテルで開催された公開収録の模様を流した。
出演：豊田萌絵・小山百代
同日の番組で『あわしまマリンパークpresents 豊田萌絵＆小山百代のうみねとましろのマリントーク』のタイトルで、2025年1月2日（1日深夜）より独立番組としてレギュラー放送の復活が発表された（木曜（水曜深夜）1時 - 1時30分）